# Anna Fischer-Maraffa
Anna Fischer-Maraffa (geborene Miedke oder Miedtke; * 11. März 1806 in Ansbach; † 19. Oktober 1866 in Mannheim) war eine deutsche Opernsängerin (Sopran).

## Biografie
Sie war die Tochter des in Ansbach engagierten Schauspieler- und Sänger-Ehepaars Carl und Charlotte Miedke.
1806, bald nach der Übersiedlung der Familie nach Stuttgart, starb die Mutter. Anna wurde von dem Sänger Joseph Fischer adoptiert und später zur Sängerin ausgebildet.
Verschiedene Konzertreisen führten Adoptivvater und Tochter durch Deutschland und Italien, wo sich beide einen bedeutenden Ruf erwarben. Von 1820 bis 1830 sang Anna Fischer erste Partien an den großen Bühnen Italiens – Florenz, Rom, Mailand, Palermo, Neapel. In Neapel verheiratete sie sich mit dem Sänger Karl Maraffa. 1829 war Anna Fischer-Maraffa an der Pariser Oper engagiert, 1831/32 sang sie am Hoftheater Darmstadt, danach bis 1833 in Pisa. 1836 bereiste sie  Spanien, wo sie unter anderem in Cadiz und Sevilla auftrat. 1837/38 gab sie verschiedene Gastspiele in Deutschland, darunter in Bremen, Hamburg und Kassel.
Später kehrte sie nach Mannheim zurück, lebte bei ihrem Adoptivvater und pflegte diesen bis zu dessen Tod 1862.